# Amphioplus ancistrotus
Amphioplus ancistrotus är en ormstjärneart som beskrevs av Clark 1911. Amphioplus ancistrotus ingår i släktet Amphioplus och familjen trådormstjärnor. Inga underarter finns listade i Catalogue of Life.